# Herbligen
Herbligen là một đô thị trong huyện Bern-Mittelland, bang Bern, Thụy Sĩ. Đô thị này có diện tích 2,76 km², dân số thời điểm tháng 12 năm 2020 là 593 người.